# Liste de ponts de la Seine-Maritime

## Ponts de longueur supérieure à 100 m
Les ouvrages de longueur totale supérieure à 100 m du département de la Seine-Maritime sont classés ci-après par gestionnaires de voies.

### Autoroute
- Pont de Normandie
- Viaduc de l'Austreberthe

### Routes nationales
- Pont de Tancarville
- Pont Gustave-Flaubert
- Viaduc de la Scie

### Routes départementales
- Pont de Brotonne D 490
- Pont Guillaume-le-Conquérant D 938
- Pont Mathilde D 6028

## Ponts de longueur comprise entre 50 m et 100 m
Les ouvrages de longueur totale comprise entre 50 et 100 m du département de la Seine-Maritime sont classés ci-après par gestionnaires de voies.

### Routes départementales
- Pont Colbert et pont levant Ango D 925 (Dieppe)

## Ponts présentant un intérêt architectural ou historique
Les ponts de la Seine-Maritime notamment inventoriés sur la plateforme ouverte du patrimoine sont recensés ci-après.
- Pont Viaduc de Chemin de Fer - Barentin - XIXe siècle
- Pont Bellet - Bolbec - XXe siècle
- Viaduc - Bolbec - XIXe siècle
- Pont - Cany-Barville - XVIIIe siècle
- Pont Colbert - Dieppe - XIXe siècle
- Pont Mobile (Pont Tournant, Pont Basculant) Pont 8 - Gonfreville-l'Orcher - XIXe siècle ; XXe siècle
- Pont de l'Arche - Grèges - XIXe siècle
- Pont aux Chaînes - Harfleur - XIVe siècle
- Pont de Colleville - Harfleur - XVIIIe siècle
- Pont de l'Empereur - Harfleur - XVIIIe siècle
- Pont de la Route Royale - Harfleur - XVIIIe siècle
- Pont Gorenc ou Pont Gorand - Harfleur - XVe siècle ; XIXe siècle
- Passerelle de la Bourse - Le Havre - XIXe siècle ; XXe siècle
- Pont mobile (Pont tournant, Pont basculant) dit Pont 6 - Le Havre - XXe siècle
- Pont Notre-Dame - Le Havre - XVIe siècle ; XVIIe siècle ; XVIIIe siècle ; XIXe siècle ; XIXe siècle
- Pont de la Vierge - Martin-Église - XIIIe siècle ; XVIIe siècle ; XVIIIe siècle
- Viaduc de chemin de fer - Mirville - XIXe siècle
- Pont - Paluel - XVIIe siècle ; XVIIIe siècle
- Pont aux Anglais - Rouen - XIXe siècle
- Pont Corneille - Rouen - XIXe siècle
- Pont de Bateaux - Rouen - XVIIe siècle
- Pont de l'Impératrice Mathilde, puis Pont suspendu, puis Pont Boieldieu - Rouen - XIIe siècle ; XIXe siècle
- Pont Notre-Dame - Rouen - XVIIIe siècle
- Pont Transbordeur - Rouen - XIXe siècle
- Pont - Saint-Riquier-en-Rivière - XIXe siècle
- Pont routier - Tancarville - XXe siècle

## Sources
Base de données Mérimée du Ministère de la Culture et de la Communication.